# جواز سفر تركماني
جواز سفر التركماني يصدر للمواطنين التركمان لغرض السفر الدولي. منذ يوليو, 2008 جواز السفر الإلكتروني تم إصداره للمواطنين وبهذا تكون تركمانستان أول دولة من منطقة وسط الإتحاد السوفيتي سابقاً تصدر جواز السفر الإلكتروني.
في أبريل 2013 تمت الموافقة على أوصاف جديدة لجواز السفر الإلكتروني مع قدر كبير من الحماية وزيادة حجم الرقائق الإلكترونية وتصنيع عالي الجودة. جواز السفر السابق ساري المفعول حتى انتهاء. تصدر الجواز دائرة الهجرة الحكومية في تركمانستان.

## متطلبات التأشيرة
في عام 2022 كان مواطنوا تركمانستان يتمتعون بدخول 58 دولة وإقليم بدون تأشيرة أو تأشيرة عند الوصول، مما جعل جواز السفر التركماني يحتل المرتبة 74 في العالم وفقًا مؤشر هينلي لجوازات السفر.

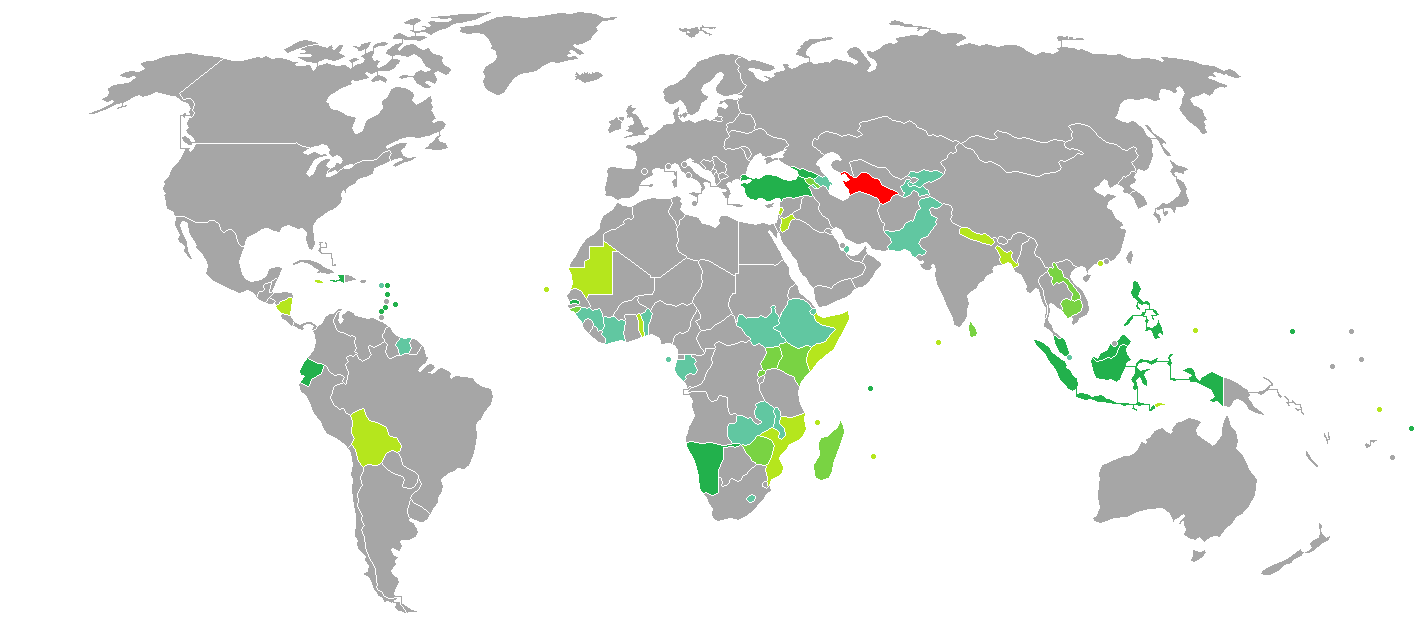
البلدان والأقاليم التي لا تفرض تأشيرة أو تطلب تأشيرة دخول عند الوصول للجهة، لحاملي جوازات السفر التركمانية العادية.